# Special Olympics Peru
Special Olympics Peru (englisch: Special Olympics Peru) ist der peruanische Verband von Special Olympics International, der weltweit größten Sportbewegung für Menschen mit geistiger Beeinträchtigung und Mehrfachbeeinträchtigung. Ziel ist die sportliche Förderung dieser Personengruppe und die Sensibilisierung der Gesellschaft für sie. Außerdem betreut der Verband die peruanischen Athletinnen und Athleten bei den Special Olympics Wettbewerben.

## Geschichte
Special Olympics Peru wurde 1986 mit Sitz in Lima gegründet.

## Aktivitäten
2012 waren 297 Athletinnen, Athleten und Unified Partner sowie 22 Trainer bei Special Olympics Peru registriert.
Der Verband nahm 2013 an den Programmen Athlete Leadership, Young Athletes, Volunteer Program, Camp Shriver, Peace Corps, Youth Activation und Unified Sports teil, die von Special Olympics International ins Leben gerufen worden waren.

### Sportarten
Folgende Sportarten wurden 2019 vom Verband angeboten: 
- Basketball (Special Olympics)
- Boccia (Special Olympics)
- Floor Hockey (Special Olympics)
- Fußball (Special Olympics)
- Kraftdreikampf (Special Olympics)
- Leichtathletik (Special Olympics)
- Rhythmische Sportgymnastik (Special Olympics)
- Schwimmen (Special Olympics) und Freiwasserschwimmen
- Tennis (Special Olympics)
- Volleyball (Special Olympics)

### Teilnahme an Weltspielen vor 2020
• 2007 Special Olympics World Summer Games, Shanghai, China
• 2011 Special Olympics World Summer Games, Athen
• 2019 Special Olympics, World Summer Games, Abu Dhabi (22 Athletinnen und Athleten)

### Teilnahme an den Special Olympics World Summer Games 2023 in Berlin
Special Olympics Peru nahm an den Special Olympics World Summer Games 2023 teil. Die Delegation wurde vor den Spielen im Rahmen des Host Town Program von Neubrandenburg betreut und bestand aus 23 Athletinnen und Athleten sowie zehn Betreuern. Das Team gewann bei diesen Weltspielen drei Gold-, sechs Silber- und zwei Bronzemedaillen.